# زندگی فقط برای من است
زندگی فقط برای من است (به هندی: Jeena Sirf Merre Liye) فیلمی محصول سال ۲۰۰۲ و به کارگردانی تالات جانی است. در این فیلم بازیگرانی همچون کارینا کاپور، توشار کاپور، مالیکا شراوات، قادرخان، هیمانی شیوپوری، آلوک نات ایفای نقش کرده‌اند.